# Geofagi
Geofagi (græsk: geo- jord og fageia- spisning) er betegnelsen for en sygelig tendens til at spise jord, ler, kalk og aske. En person som lider af geofagi kaldes en geofag.
Geofagi forekommer hos nogle dyr og kan være normal adfærd blandt disse. Geofagi optræder også hos mennesker, oftest i landdistrikter og i præ-industrisamfund og oftest hos børn og gravide kvinder.:33  Geofagi hos mennesker er muligvis forbundet med spiseforstyrrelsen pica, der i Diagnostic and Statistical Manual of Mental Disorders (DSM) beskrives som en abnorm trang til at indtage ikke-nærende elementer.